# Wiima Oy
Oy Wiima Ab var en finländsk tillverkare av busskarosser i Vanda. Det grundades 1953 i Helsinge socken som Oy Uusi Autokoriteollisuus Ab. År 1964 bytte det namn till Oy Wiima Ab. Ilmari Mustonen (född 1927) köpte Wiima 1979.
Det av Post- och telegrafstyrelsen ägda karossföretaget Ajokki Oy i Tammerfors köpte 1982 de tre karossföretagen Delta Plan Oy, Erikoiskori Oy och Kiitokori Oy. År 1986 köpte Wiimas ägare Ilmari Mustonen Ajokki Group, varefter samtliga dessa företag sammanslogs 1989 till Carrus Oy med huvudkontor i tidigare Wiimas lokaler i Vanda.
År 1998 köptes Carrus, exklusive fabriken Kiitokori i Kausala, av Volvo Bussar AB, varefter företaget namnändrades 2004 till Volvo Bus Finland Oy. År 2001 lades den tidigare Wiima-fabriken i Vanda ned.
Wiima tillverkade bland annat karosser till ett antal bussmodeller med Volvo B58-chassin och en med Scania BR111-chassi med mitt- respektive bakmotor som köptes av Försvarsmakten. Karosserna var specialtillverkade och bussarna med Volvochassier var bland annat försedda med öppningsbara dörrar i bakgaveln, i det fall man behövde konvertera bussen till ambulans. Fordonen hade en betydligt högre markfrigång än vanliga bussar.